# Hardin (Montana)
Hardin (nome nativo em cheyenne: "He'konemâhoeve'ho'eno) é uma cidade localizada no estado americano de Montana, no Condado de Big Horn de que é sede.

## Demografia
Segundo o censo americano de 2010, a sua população era de 3505 habitantes.

## Geografia
De acordo com o United States Census Bureau tem uma área de
3,6 km², dos quais 3,6 km² cobertos por terra e 0,0 km² cobertos por água. Hardin localiza-se a aproximadamente 886 m acima do nível do mar.

## Localidades na vizinhança
O diagrama seguinte representa as localidades num raio de 48 km ao redor de Hardin.